# 建设路街道 (郑州市)
建设路街道，是中华人民共和国河南省郑州市中原区下辖的一个乡镇级行政单位。

## 行政区划
建设路街道下辖以下地区：
省五建社区、前进路社区、中心医院社区、计划路社区、协作路社区、学院社区、市场街社区和五一社区。